# Iglesia de San Pedro (Serrada)
La iglesia de San Pedro es una iglesia de España, situada en el municipio de Serrada, perteneciente a la provincia de Valladolid (comunidad autónoma de Castilla y León). La construcción del templo data del último tercio del siglo XVII, y se finaliza en 1773, fecha en la que se levantaron los últimos cuerpos de la torre. Se atribuye la construcción a Andrés Cillero, maestro de obras de Tordesillas. Más tarde Matías Machuca llevó a cabo la decoración barroca en yeso de la Capilla Mayor. Fue declarada bien de interés cultural con la categoría de monumento el 17 de octubre de 2013

## Descripción
Se trata de iglesia barroca de una sola nave, con muros de ladrillo y tapial sobre zócalo de sillería. La puerta de entrada se enmarca con jambas y dintel en piedra caliza formando almohadillados, y a ambos lados de la misma se sitúan pilastras de ladrillo que se rematan superiormente con pirámides y bolas de piedra, al igual que el arco central superior y que los dos laterales y centro del frontón. Del lado del Evangelio y ligeramente retrasada de la fachada, se sitúa la torre. Consta de tres cuerpos cuadrados construidos sobre zócalo de piedra y un cuarto de remate, retranqueado y de planta octogonal. Se acaba este último con cupulín y linterna.
Toda la construcción es de ladrillo salvo los remates de los cuerpos superiores con albardillas de piedra y sobre los cuales se coloca reiteradamente el mismo motivo decorativo que en la fachada principal, bolas de piedra sobre pirámides. Los dos últimos cuerpos y la linterna poseen ventanas con arco de medio punto en todos sus lados. Interiormente, posee planta de cruz, la nave se halla dividida en cuatro tramos por pilastras y arcos fajones. En el primer tramo, de bastante menor dimensión que los siguientes, se levanta el coro sobre arco rebajado.

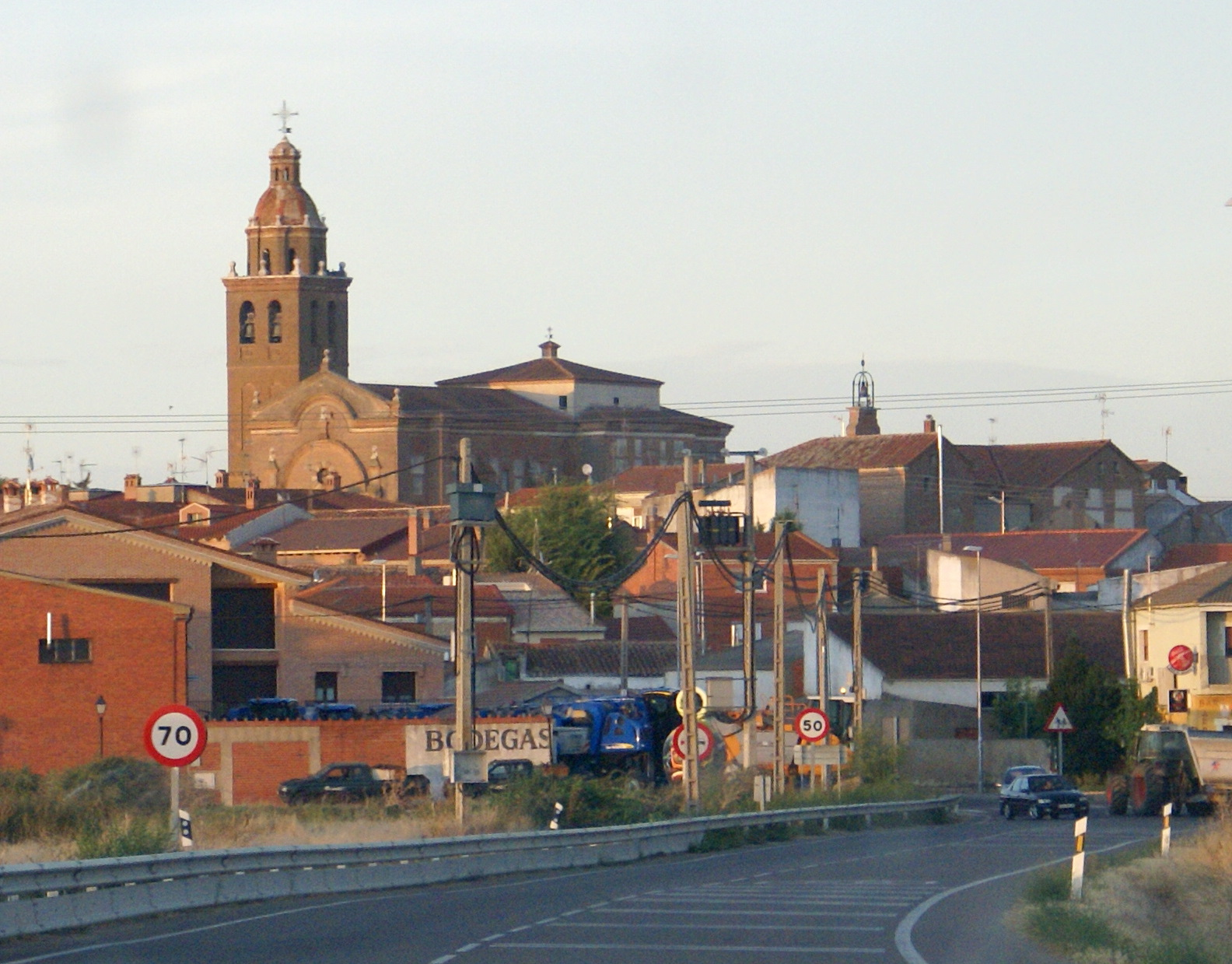
Vista de Serrada, con la iglesia destacando.

Todos los tramos se cubren al interior con bóvedas de cañón con lunetos a ambos lados, a partir de imposta moldurada que recorre todo el interior del templo. La cabecera forma crucero de brazos casi imperceptibles por su pequeño tamaño y se remata con la capilla del presbiterio, que posee el mismo tratamiento que el resto de los tramos de la nave. El tramo central del crucero, se cubre con cúpula vaída sobre pechinas en las esquinas. Todo el interior posee una sencilla decoración de molduras de yeso que le confiere un ligero movimiento entroncando con el estilo barroco de su fachada. Desde el brazo izquierdo del crucero se da paso a la sacristía, que se adosa a la capilla mayor por este lado del Evangelio y a otras dependencias que unen en planta baja con la torre, situada a los pies. De este mismo lado y por delante de la torre se dispone pequeña construcción de piedra que ocupa la capilla del baptisterio.
Las cubiertas de todo el edificio son de teja árabe. Se cubre la nave central a dos aguas y la cabecera y brazos del crucero a tres aguas. El tramo central del crucero, se eleva sobre los anteriores, y dispone de cubierta a cuatro aguas.